# Sharleen Stratton
Sharleen Stratton (Brisbane, 9 ottobre 1987) è una tuffatrice australiana. Ha rappresentato l'Australia ai Giochi olimpici di Pechino 2008 e Londra 2012.

## Palmarès
- Mondiali di nuoto

Melbourne 2007: bronzo nel sincro 3 m.
Shanghai 2011: bronzo nel sincro 3 m.
- Giochi del Commonwealth

Melbourne 2006: oro nel sincro 3 m e argento nel trampolino 1 m.
Delhi 2010: oro nel trampolino 3 m e argento  nel sincro 3 m e nel trampolino 1 m.